# Angielska Droga św. Jakuba

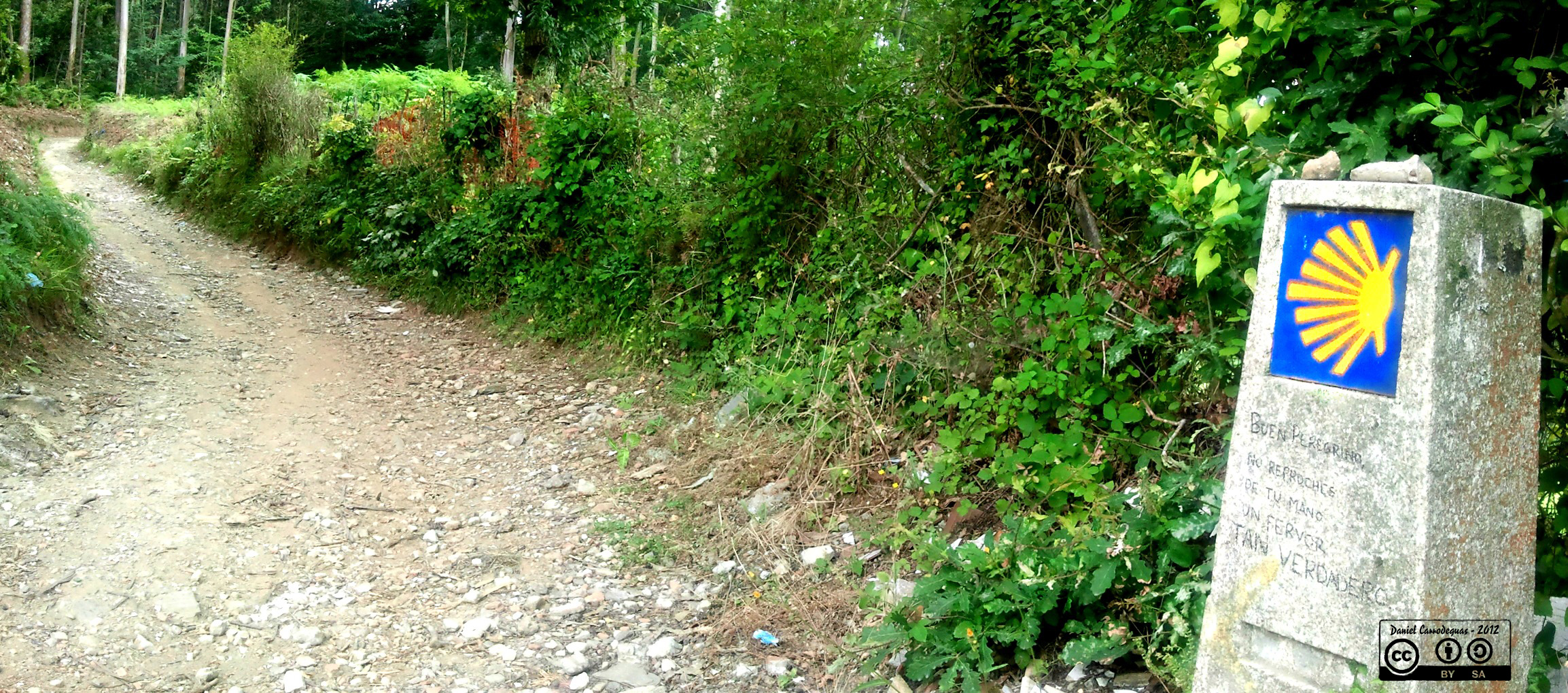
Droga na Camino Inglés

Angielska Droga św. Jakuba, (hiszp.) Camino Inglés – Droga św. Jakuba, która zaczyna się w Ferrol (opcjonalnie w A Coruña) a kończy w Santiago de Compostela. Idąc z Ferrol trasa ma 119 km, a z A Coruña 75 km.
Do ważniejszych miast na tej trasie pielgrzymkowej należą: malowniczo położone Pontedeume z zabytkowym kościołem Santiago oraz Betanzos.
W 2016 roku na 277 913 pielgrzymów peregrynujących do Santiago de Compostela, Camino Inglés przeszło 9 704, co stanowi 3,49%.